# 175ª Brigata SAP "Romeo Guglielmetti"
La 175ª Brigata SAP "Attilio Ravizza" era una brigata partigiana operante nel Lodigiano: il comandante era Armando Bonvini, il commissario politico Giovanni Agosti, il vicecomandante Ernesto Cornalba, il ten. capo di stato maggiore Luigi Goglio.